# Thricops diannae
Thricops diannae är en tvåvingeart som beskrevs av Savage 2003. Thricops diannae ingår i släktet Thricops och familjen husflugor. Inga underarter finns listade i Catalogue of Life.